# 貝列克索一世
貝列克索一世（Belecthor I），是英國作家約翰·羅納德·瑞爾·托爾金（J.R.R. Tolkien）的史詩式奇幻說《魔戒三部曲》中的虛構人物。
他是剛鐸（Gondor）的宰相和第十五任攝政王（Ruling Steward）。

## 名字
貝列克索（Belecthor）一名來自辛達語，意思是「雄偉的鷹」Mighty eagle。

## 總覽
貝列克索是剛鐸的登丹人（Dúnedain）。他屬於胡林家族（House of Húrin），父親是剛鐸宰相及第十四任攝政王胡林二世（Húrin II）。不清楚他有沒有任何兄弟姊妹。他至少有一子一女，兒子是歐洛隹斯（Orodreth），女兒是莫玟（Morwen）。
他是第十四任剛鐸攝政王，兼任剛鐸的宰相（Steward）。在貝列克索任內剛鐸繼續處於和平，沒有發生任何戰亂，他也沒有立下顯著的功績。
他生於第三紀元2545年，死於2655年，享年110歲。

## 生平
貝列克索生於第三紀元2545年，大概是在米那斯提力斯（Minas Tirith）出生。2628年，他的父親去世，由貝列克索繼位。
第三紀元2655年，貝列克索去世，結束27年的統治，由他的兒子歐洛隹斯繼位。

## 資料來源
1. 1 2 3  《中土世界的歷史》 Vol.12《中土世界的民族》 "The Heirs of Elendil"
2. ↑  .   [2011-11-19]. （原始内容存档于2011-10-16）.
3. 1 2 3 4  《魔戒三部曲》 2001年 聯經初版翻譯 附錄一帝王本紀及年表

| 前任： 胡林二世 | 剛鐸宰相及攝政王 | 繼任： 歐洛隹斯 |